# Tomáš Janků
Tomáš Janků (* 27. Dezember 1974 in Jablonec nad Nisou) ist ein tschechischer Hochspringer.
Bei den Europameisterschaften 2006 in Göteborg gewann Janků die Silbermedaille. In diesem Wettkampf erzielte er außerdem seine persönliche Bestleistung von 2,34 m.
Ein weiterer Erfolg für Janků war der Sieg beim Weltcup 2006 in Athen.
Sein älterer Bruder Jan Janků ist ebenfalls ein bekannter Hochspringer.